# Mo Evans
Montgomery Scott Evans (Indianapolis, Indiana, 21 de diciembre de 1994) es un baloncestista estadounidense, que ocupa la posición de base en el Iraurgi SB de LEB Oro.

## Trayectoria deportiva
Es un base formado en Fort Wayne Mastodons. Su primera experiancia como profesional se produciría en febrero de 2018, donde el Iraurgi SB hace oficial el fichaje del americano y se convierte en fichaje del equipo azpeitiano como refuerzo en el mercado invernal, que debutaría en la segunda máxima categoría del baloncesto español.